# Izland régiói
Izland nyolc régiója (izlandiul Landshlutar) körülbelül az 1959 és 2003 közötti választókerületi határokat követi. A területükön fekvő önkormányzatok regionális szervezetekbe tömörültek, azonban ezek főképp statisztikai célokat szolgálnak, adminisztratív szerepük nincs (Izland közigazgatásának két szintje van: a kormány és az önkormányzatok). 2014 óta a rendőrség és a seriffek hatókörénél a régiókat veszik figyelembe; kivétel ez alól a Vestmannaeyjar szigetcsoport, amely nem része a Déli régiónak. A kórházi és bírósági körzetek határai a régiókétól eltérőek.
Általában a háromjegyű irányítószám első számjegye a régió sorszámát jelöli.

## Régiók listája
|         |                       |                   |                 |               |          |                      |                      |
| Sorszám | Név                   | Név               | Népesség (2021) | Terület (km²) | Régiókód | Önkormányzatok száma | Legnagyobb település |
| Sorszám | Magyarul              | Izlandiul         | Népesség (2021) | Terület (km²) | Régiókód | Önkormányzatok száma | Legnagyobb település |
| 1.      | Nagy-Reykjavík        | Höfuðborgarsvæðið | 236 528         | 1046          | IS-1     | 7                    | Reykjavík            |
| 2.      | Déli-félszigeti régió | Suðurnes          | 28 195          | 813           | IS-2     | 4                    | Keflavík             |
| 3.      | Nyugati régió         | Vesturland        | 16 752          | 9527          | IS-3     | 11                   | Akranes              |
| 4.      | Nyugati fjordok régió | Vestfirðir        | 7066            | 8842          | IS-4     | 8                    | Ísafjörður           |
| 5.      | Északnyugati régió    | Norðurland vestra | 7400            | 13 108        | IS-5     | 7                    | Sauðárkrókur         |
| 6.      | Északkeleti régió     | Norðurland eystra | 30 613          | 22 677        | IS-6     | 13                   | Akureyri             |
| 7.      | Keleti régió          | Austurland        | 10 850          | 15 706        | IS-7     | 4                    | Egilsstaðir          |
| 8.      | Déli régió            | Suðurland         | 31 388          | 30 983        | IS-8     | 15                   | Selfoss              |

## Eltérések az 1959 és 2003 közötti állapothoz képest
1957-ig a választókerületek kialakításánál a megyék és mezővárosok határait vették figyelembe. 1957-ben ezeket nyolc területre osztották; ez a reform szolgált a mai régiók alapjául. Az 1957-es és a mai határok közötti eltérések az alábbiak:
- A délnyugati országrész két területből (Reykjavík és Reykjanes) állt; Reykjaneshez tartozott minden Reykjavík közeli település. Ma ezen a területen található Nagy-Reykjavík és a Déli-félszigeti régió.
- Hornafjörður önkormányzata 2008-ban elhagyta a Keleti régióból a Déli régióba lépett át.[6] A statisztikai hivatal a változást 2020-ban vezette át.[7]
- Siglufjörður és Ólafsfjörður egyesülésével 2006-ban létrejött Fjallabyggð. Siglufjörður ekkortól a Keleti régió helyett az Északkeleti régióhoz tartozik.
- Skeggjastaðahreppur és Þórshafnarhreppur önkormányzatok 2006-os egyesülésével létrejött Langanesbyggð. Skeggjastaðahreppur a Keleti régióból az Északkeleti régióba került át.
- Bæjarhreppur a Húnaþing vestra önkormányzatával való egyesüléssel a Nyugati fjordok régióból az Északnyugati régióba került át.

## Fordítás
- Ez a szócikk részben vagy egészben  a   Regions of Iceland című angol Wikipédia-szócikk ezen változatának fordításán alapul.  Az eredeti cikk szerkesztőit annak laptörténete sorolja fel. Ez a jelzés csupán a megfogalmazás eredetét és a szerzői jogokat jelzi, nem szolgál a cikkben szereplő információk forrásmegjelöléseként.